# أشرف الشيحي
أشرف محمد عبد الحميد الشيحي (7 مايو 1955 -) هو وزير التعليم العالي والبحث العلمي حيث أدى الدكتور أشرف الشيحي، اليمين الدستوري، أمام الرئيس عبد الفتاح السيسي، كوزير للتعليم العالي والبحث العلمي، في حكومة المهندس شريف إسماعيل.

## حياته
تخرج الدكتور أشرف محمد عبد الحميد الشيحي في كلية الهندسة، جامعة القاهرة، وذلك في التخصص العلمي الهندسة الإنشائية، وحصل على شهادة الماجستير في الهندسة الانشائية من جامعة سوثهامبتون (بالإنجليزية: University of Southampton)، بريطانيا. ثم حصل على شهادة الدكتوراه في الهندسة الانشائية أيضاً من جامعة سوثهامبتون، بريطانيا. وتدرج الشيحي بمناصب الأكاديمية وصولًا لعميد كلية الهندسة، ثم نائب رئيس الجامعة للدراسات العليا والبحوث حتى منصب رئيس جامعة الزقازيق.

## حياته العلمية
- 6 مايو 2005، تولى الشيحي منصب عميد كلية الهندسة بجامعة الزقازيق، وفي 17 أغسطس لعام 2013، تولى منصب قائم بأعمال رئيس جامعة الزقازيق ونائب رئيس الجامعة للدراسات العليا والبحوث.
- 22 سبتمبر لعام 2014، اعتمد رئيس الجمهورية قرار تولي الشيحي منصب رئيس جامعة، بعد رفض أساتذة جامعة الزقازيق الترشح أمامه على منصب رئاسة الجامعة، حتى الأول من أغسطس لعام 2015، ثم تم الإعلان عن فتح باب الترشح لمنصب رئاسة الجامعة وذلك بسبب بلوغه سن المعاش القانونية.

## تواريخ مهامة في عهد رئاسة الشيحي لجامعة الزقايق
- 3 مارس 2015: فاز فريق الجامعة بالمركز الثاني للعروض الرياضية لطلاب الكليات غير المتخصصة بمهرجان العروض الرياضية الذي نظمته وزارة الشباب والرياضة بالغردقة تحت شعار «الرياضة تجمعنا في حب مصر»، وفي 25 مارس 2015: أحالت الجامعة أستاذًا بكلية التجارة بتهمة ازدراء الأديان.
- 5 مايو 2015: في عهده أوصت جامعة الزقازيق بإدراج برنامج تعليمي للتوحد ضمن برامج الدراسات العليا بكليات التربية بالجامعات المصرية «دبلوم مهني، خاص».
- الأول من يونيو 2015: افتتح وحدة الرعاية المركزة بمستشفى الطوارئ بالجامعة كأحد خطوات تطوير مستشفيات جامعة الزقازيق، وقال في ذلك الوقت: «إن المشروع يهدف إلى إنشاء مستشفى بحثي علاجي للخلايا الجذعية وهو الأول من نوعه على مستوى الشرق الأوسط ومنطقة البحر الأحمر؛ ليعيد لمصر تميزها وريادتها في المجال الطبي والعلاجي وتقديم خدمة علاجية وصحية متميزة».
- ذات اليوم، قال الشيحي إنه بصدد إعداد تصور نهائي لفرع الجامعة الجديد «الجامعة الأهلية» على مساحة 100 فدان من 380 فدانا مملوكة للجامعة بمدينة العاشر من رمضان، وبدأ الإعلان الجاد وفي انتظار للقرار الجمهوري للاعتماد.
- 14 يونيو 2015: قال الشيحي إن مجلس الجامعة قرر إنهاء خدمة الرئيس الأسبق محمد مرسي كعضو من أعضاء هيئة التدريس بكلية الهندسة بالجامعة.
- 29 يوليو لعام 2015: أعلن عن اتفاقية بصدد عقدها مع دول منظمة الكوميسا، لتكون مركزًا للدراسات والبحوث التي تدعم الإنتاج والتنمية في أفريقيا، والتي تحصل الجامعة بموجبها على 100 مليون دولار خلال الخمس سنوات المقبلة لتحقيق ذلك الغرض - جاء ذلك خلال احتفالية الجامعة بيوم التفوق التاسع.

## تواريخ مهامة في عهد الشيحي كوزير التعليم العلي ووزير البحث العلمي
- تولى رئاسة رابطة تطوير التعليم في إفريقيا "ADEA"، خلال رئاسته الاجتماع الـ42 بالعاصمة الإيفوارية «أبيديجان»، وتولى رئاسته المكتب الفني للتعليم والعلوم والتكنولوجيا التابعة للاتحاد الإفريقي في أديس أبابا لمدة عامين، وإنشاء مركز أبحاث الخلايا الجذعية والطب التجديدي وزراعة الأعضاء.
- ويحسب  لوزير التعليم العالي أنه قرر إغلاق 46 معهدا وهميا، وأعلن عن إنشاء جامعة «سفنكس» بأسيوط وجامعة المتوسط في كفر الشيخ، وجامعة الجيزة الجديدة والجامعة المصرية الصينية، ويحسب للوزير د. أشرف الشيحي اختياره الموفق للدكتور عز الدين أبو ستيت، كأمين عام لمجلس الجامعات الخاصة والأهلية.
- ومن أهم الانجازات التي تحسب للوزير التعليم العالي أن موازنة التعليم العالي والبحث العلمي أصبحت في عهده 37 مليار جنيه بدلًا من 27 مليار جنيه؛ وفقًا لما قدمته الحكومة المصرية للبرلمان، والذي بدوره وافق على تلك الزيادة وفقًا للدستور.
- وجاءت أيضا أبرز إنجازات البحث العلمي برئاسة دكتور محمود صقر، رئيس أكاديمية البحث العلمي، إعلان 4 مبادرات خلال عام 2016،
- وهم إعلان عام 2016 عامًا للابتكار، وشهر مارس شهرًا للعلوم، وإعلان برنامج تليفزيوني تحت عنوان «القاهرة تبتكر»، والمبادرة الثالثة لدعم مشروعات التخرج لطلاب الجامعات المصرية، حيث بلغ عدد المشروعات المقدمة 350 مشروعًا، بإجمالي تمويل يبلغ حوالى 3 ملايين جنيه، والمبادرة الرابعة تتمثل في إطلاق دوري المبتكرين والمخترعين بالجامعات المصرية.

## من أهم القرارات التي اتخذها أشرف الشيحي وزير التعليم العالي دكتور ووزير البحث العلمي
- قرر السماح بزيادة إعداد الطلاب المقبولين بالجامعات الخاصة مقابل زيادة المنح المقدمة للطلاب.
- وقد تم تنفيذ 11 مشروعًا  خلال عام 2016 بإجمالي تمويل 8 ملايين و945 ألف جنيه، بحلايب وشلاتين، ومنها مشروع تطبيق وتطوير نموذج مزرعة متكاملة بمنطقة حلايب وشلاتين، ومشروع نظام مستقل لتحليه مياه الآبار سعة 4000 لتر يوم تعمل بالطاقة الشمسية، ومشروع تصميم وتصنيع أجهزة صغيرة متنقلة لإنتاج الثلج بالطاقة الشمسية لحفظ الأسماك.
- كما تم في عهد الشيحي إجراء الانتخابات الطلابية بعد توقف 3 سنوات على مستوى 23 جامعة، وتطبيق التربية العسكرية على طلاب الجامعات الخاصة أيضا قرر وزير التعليم العالي وقف طبع الأجندات والنتائج المخصصة للمكاتب والمراكز الثقافية؛ لترشيد الإنفاق على أن يستخدم المبلغ المخصص لها لدعم الأنشطة الثقافية الخاصة بالمكاتب.
- ورفض  «الشيحي» بدء الدراسة بجامعة «نيو جيزة» إلا بعد أن تخفض مصروفاتها التي كانت ستتجاوز الـ120 ألف جنية سنويا للطالب، كما تم تطوير نظام البعثات، وفق معايير جديدة وبناءا علي ذلك قررت السعودية  إيفاد 2000 طالب وطالبة للدراسة بالجامعات المصرية خلال هذا العام.
- أشار الوزير إلي أن لجنة الخطة والموازنة بمجلس النواب أدرجت زيادة حافز الجودة لأعضاء التدريس بالجامعات، ضمن موازنة الدولة.
- ومن أهم انجازات الوزير تم في عهده الموافقة على فتح جميع الكليات أمام الطلاب ذوى الاحتياجات الخاصة، وزيادة دخل البعثات للخارج وتضاعف الدخل القومي من الوافدين، وتغيير قواعد لجان الترقيات، بالإضافة إلى إنشاء فروع لجامعات أهلية من رحم جامعات حكومية.